# Белгун (Болгарія)
Белгу́н (болг. Белгун) — село в Добрицькій області Болгарії. Входить до складу общини Каварна.

## Населення
За даними перепису населення 2011 року у селі проживали 345 осіб.
Національний склад населення села:
| Національність   | Кількість осіб | Відсоток |
| ---------------- | -------------- | -------- |
| болгари          | 211            | 61,2%    |
| цигани           | 114            | 33,0%    |
| турки            | 10             | 2,9%     |
| інша             | 5              | 1,4%     |
| не визначились   | 5              | 1,4%     |
| Всього відповіли | 345            |          |

Розподіл населення за віком у 2011 році:
Динаміка населення: